# Nightingale (groupe)
Pour les articles homonymes, voir Nightingale.
Nightingale est un groupe suédois de metal progressif, originaire de Örebro.

## Histoire
Dan Swanö forme Nightingale en 1995 en tant que petit projet solo à côté de son groupe principal de l'époque, Edge of Sanity, afin de mettre en œuvre des idées de mélodies plus mélodiques et plutôt orientées rock gothique qui ne correspondaient pas au style death metal du groupe de base. D'une prédilection éphémère pour des groupes comme Rosetta Stone et The Sisters of Mercy, l'album The Breathing Shadow naît en une semaine, en solo, et sort en janvier 1995 chez Black Mark Production.
En 1996, il enregistre un deuxième album intitulé The Closing Chronicles. Il est aidé par son frère Dag Swanö, qui prend le nom de Tom Nouga en raison de la similitude des noms. Dag fait office de producteur et fournit quelques enregistrements de guitare. The Closing Chronicles était censé être le dernier album de Nightingale, c'est pourquoi il reprend l'histoire conceptuelle de l'album précédent et la terminait par la mort du personnage principal. Le style de l'album est nettement plus progressif, ce qui conduit à quelques apparitions lors de festivals du genre comme le ProgPower USA en novembre 2001 à Atlanta. Après la sortie de The Closing Chronicles en avril 1996, il y a eu une longue pause pendant laquelle Dan Swäno s'occupe de ses autres projets. Ce n'est qu'en avril 1999 que les frères relancent le projet Nightingale. Avec I, un nouvel album sort en septembre 2000, contenant en partie du vieux matériel de projets non réalisés et écrit à parts égales par Dan et Dag Swanö.
Avec l'arrivée de Tom Björn et Erik Oskarsson en décembre 2000, Nightingale se transforme lentement en groupe. C'est avec eux que naît le quatrième album Alive Again, sorti en février 2003. En juin 2003, Nightingale est l'un des premiers groupes depuis 12 ans à donner un concert de rock à Chypre. Selon leurs propres dires, 1 000 personnes assistent à ce concert retransmis à la télévision nationale.
En octobre 2004, l'album Invisible sort, et l'hiver suivant, l'album du 10e anniversaire, Nightfall Overture. Au cours des mois suivants, Nightingale tourne beaucoup, notamment en avril 2005, lors d'une tournée de tête d'affiche en Allemagne pour promouvoir les deux albums. Au milieu de l'année 2006, le groupe se retrouve dans un studio pour commencer l'enregistrement de l'album suivant. Cette fois-ci, le matériel est entièrement composé par Dag Swanö, et s'inspire du style hard rock des années 1970. White Darkness sort le 4 juin 2007,. En 2014, ils signent avec le label InsideOut Music pour sortir l'album Retribution la même année,.

## Discographie
- 1995 : The Breathing Shadow (Black Mark Production)
- 1996 : The Closing Chronicles (Black Mark Production)
- 2000 : I (Black Mark Production)
- 2003 : Alive Again (Black Mark Production)
- 2004 : Invisible (Black Mark Production)
- 2005 : Nightfall Overture (best-of, Black Mark Production)
- 2007 : White Darkness (Black Mark Production)
- 2014 : Retribution (InsideOut Music)
- 2017 : Rock Hard Live (Alone Records)